# Олефиренко, Владимир Васильевич
Владимир Васильевич Олефиренко (23 августа 1925 года, село Кагальник, Азовский район, Ростовская область —  31 января 2014 года, город Азов, Ростовская область) — поэт, участник Великой Отечественной войны, награждён орденами и медалями. Почётный  гражданин Азовского района (1996), почётный гражданин города Азова (1999).

## Биография
Родился 23 августа 1925 года в селе Кагальник Ростовской области, в многодетной семье столяра. Когда началась Великая Отечественная война Владимиру Олефиренко было шестнадцать лет, работать стал с четырнадцати лет, был чернорабочим, грузчиком, учётчиком. В 1943 году село Кагальник было освобождено от немецких захватчиков, и Олефиренко ушёл на фронт, ему не было еще 18 лет. Воевал в составе 295-го, затем 219-го гвардейского стрелкового полка 71-й гвардейской ордена Ленина Краснознамённой Витебской стрелковой дивизии, участвовал в битвах на Курской дуге, освобождал Украину, Белоруссию, Прибалтику. Под городом Лиепая на территории Латвийской ССР в бою за одну из высот 4 марта 1945 года в штыковой атаке уничтожил немецкого пулемётчика, был ранен, но поле боя не оставил, потом 6 марта 1945 года подбил фашистский танк и был тяжело ранен. После лечения в госпитале был комиссован из армии, стал инвалидом третьей группы.
Из армии вернулся в Кагальник. Был рабочим в рыбкоопе, потом до 1958 года работал заведующим магазином в этом же селе. В 1952 году окончил школу рабочей молодёжи. В 1958 году окончил Ростовский филиал всесоюзного юридического заочного института. В 1958 году — депутат Кагальницкого сельсовета, в 1959—1988 годах — секретарь Азовского райисполкома. С 1988 года — член Президиума Ростовского областного Совета ветеранов, был бессменным председателем районного совета ветеранов войны и труда.
На пенсии до 2003 года работал юрисконсультом в ремонтно-техническом предприятии и был преподавателем в Азовском политехническом техникуме.
В 2005 году был в Москве на юбилейном Параде Победы, в качестве представителя ветеранов Азова и Азовского района в составе делегации от Ростовской области. В 2007 году — вице-президент Ростовского регионального общественного фонда «Защита».
Награждён орденами Славы 3 степени, Отечественной войны I степени, «Знак Почёта», медалью «За доблестный труд. В ознаменование 100-летия со дня рождения В.И. Ленина», почётный  гражданин Азовского района, почётный гражданин города Азова.
Его имя носит один из кораблей, в декабре 1998 года на доме по улице Кондаурова, 12, где жил В. В. Олефиренко была установлена мемориальная доска от города Азова, позже ещё одна мемориальная доска от Азовского района, в 2006 году Кагальницкой детской библиотеке было присвоено имя Олефиренко.
Скончался 31 января 2014 года.

### Семья
Супруга — Нина Ивановна Олефиренко (Тищенко), дочь — Алла 1950 года рождения. Сын — Виталий, родился в 1963 году, после смерти отца передал на постоянное хранение в Азовский музей боевые и трудовые награды, памятные знаки, фотодокументальный материал о жизни и творчестве В. В. Олефиренко.

## Творческая деятельность
Литературной деятельностью Владимир Васильевич начал заниматься в начале 1960-х годов. Первые его статьи и очерки, зарисовки и рассказы, стихи были опубликованы в журнале «Дон», в газетах «Известия», «Молот», «Черноморская Здравница». В 1963—1964 годах в газете «Красное Приазовье» были напечатаны рассказы В. В. Олефиренко, среди которых «На приеме», «Верной дорогой», «Мечте навстречу». Владимир Васильевич является автором восьми поэтических сборников, первое его стихотворение «Юность Азова». В 1981 году вышел первый его сборник стихов «Проталины», затем были выпущены другие сборники стихов: «Заветный причал», за счёт средств автора В. В. Олефиренко был издан сборник «Азовские напевы», в 2000 году вышел сборник «В серебре росы Донской святыни», в 2010 году — «Радуга над Доном». В 1994 году многие стихотворения, которые посвящены Великой Отечественной войны были опубликованы в сборнике «Победа», в 1997 году его стихи были опубликованы в литературно-художественном журнале «Южная звезда», с 1996 года — в 1-3 томах сборника «Незабываемые годы».
Владимир Васильевич Олефиренко писал стихи для композиторов: М. Лихобабину, А. Шимову, М. Краснокутскому, Е. Доге и другим. Поэт Олефиренко В. В. и композитор Е. Дога — авторы песни «Отчий дом», которая вошла в кинофильм «Возвращение». Владимир Васильевич является автором гимна Ростовской Области «Святыня Донская», в 2002 году написал «Гимн Азовскому району».
В 1985 году участвовал во Всесоюзном смотре художественного творчества и стал его дипломантом, в 1987 году — лауреат Всесоюзного фестиваля народного творчества, с 2002 года является членом литературного объединения города Азова «Автограф».

## Награды
- Орден Славы 3 степени;
- Орден Отечественной войны I степени;
- Орден «Знак Почёта»;
- Медаль «В ознаменование 100-летия со дня рождения Владимира Ильича Ленина»;
- Международный орден «Знаковая личность»[6];
- Почётный знак Государственного Содружества[6];
- Почётный знак Российского Комитета ветеранов войны и военной службы[6].
- медали.

## Звания
- Почётный  гражданин Азовского района (1996);
- Почётный гражданин города Азова (1999).